# St. John Cutler Hooley
St. John Cutler Hooley, britanski general, * 1902, † 1985.